# Gunnera insignis
Gunnera insignis là một loài thực vật có hoa trong họ Dương nhị tiên. Loài này được (Oerst.) Oerst. mô tả khoa học đầu tiên năm 1857.

## Hình ảnh

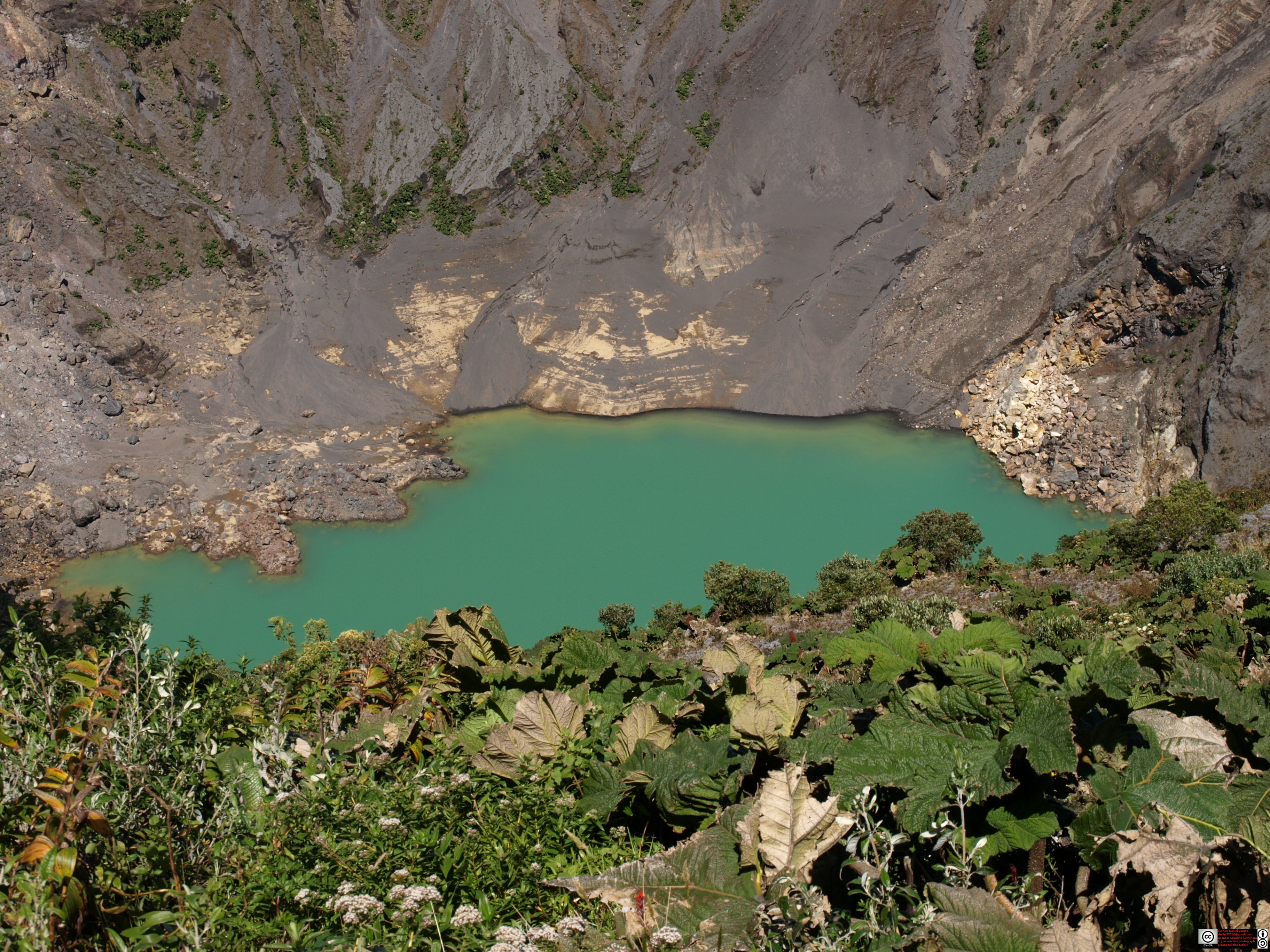
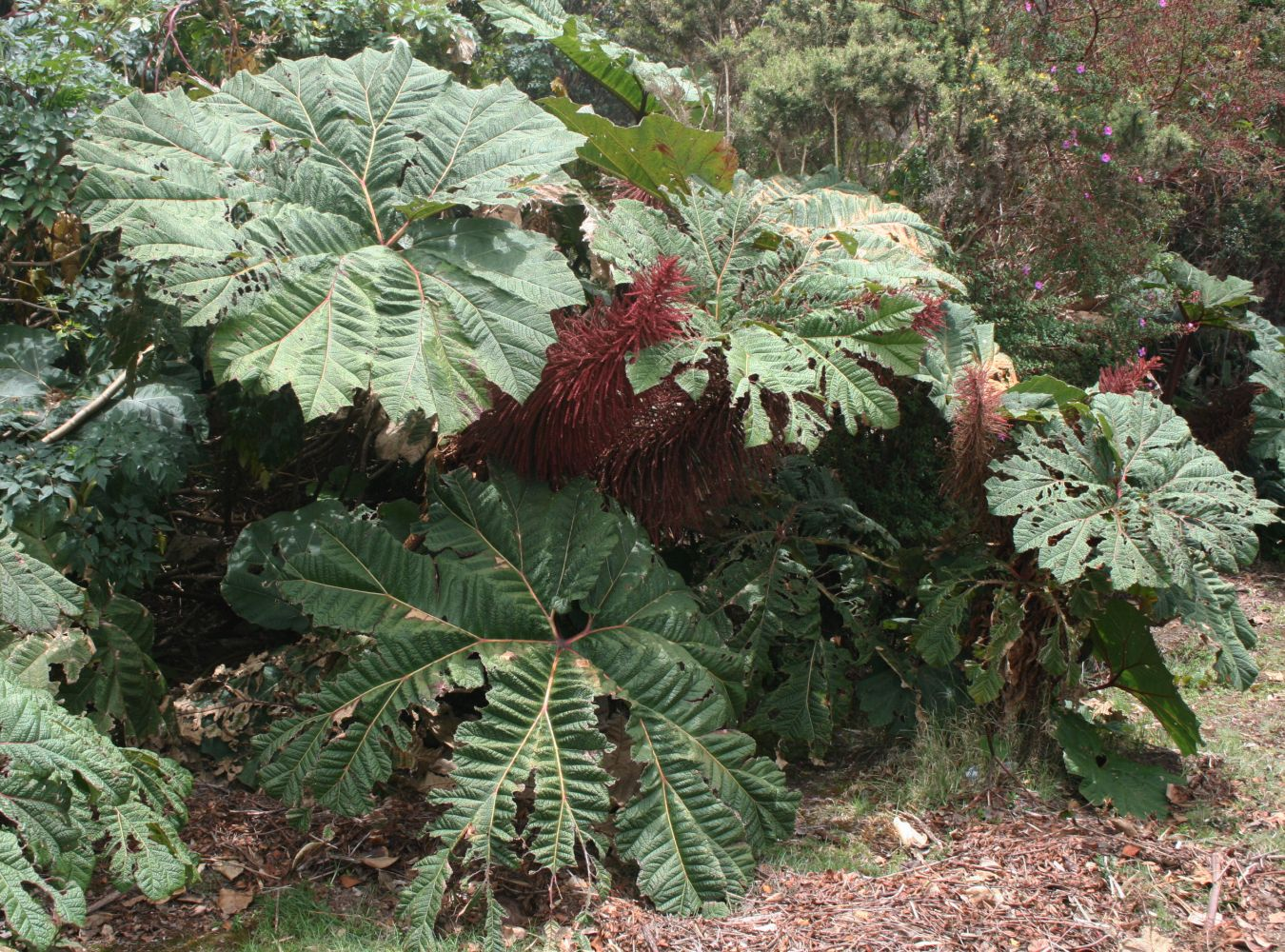
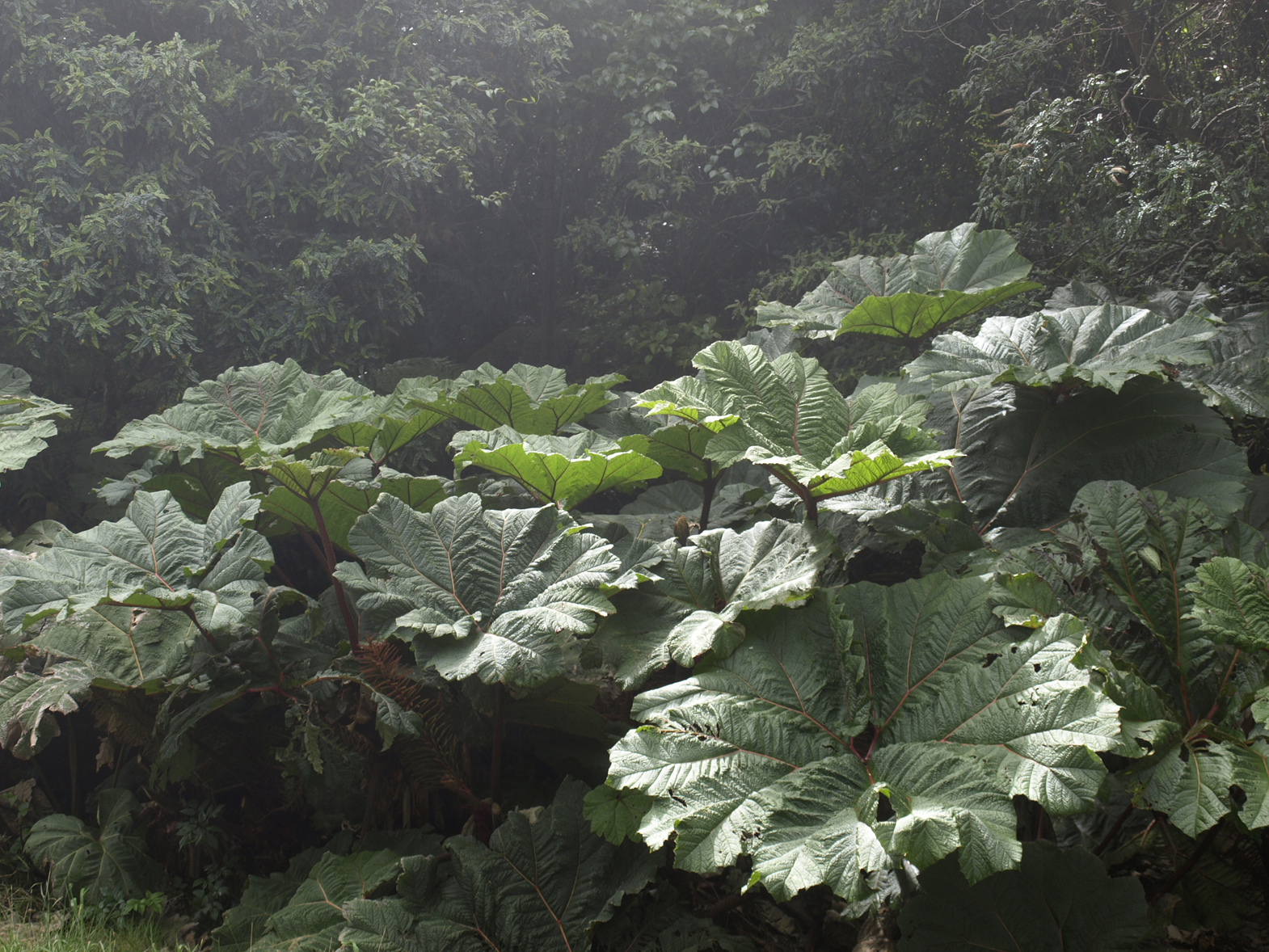
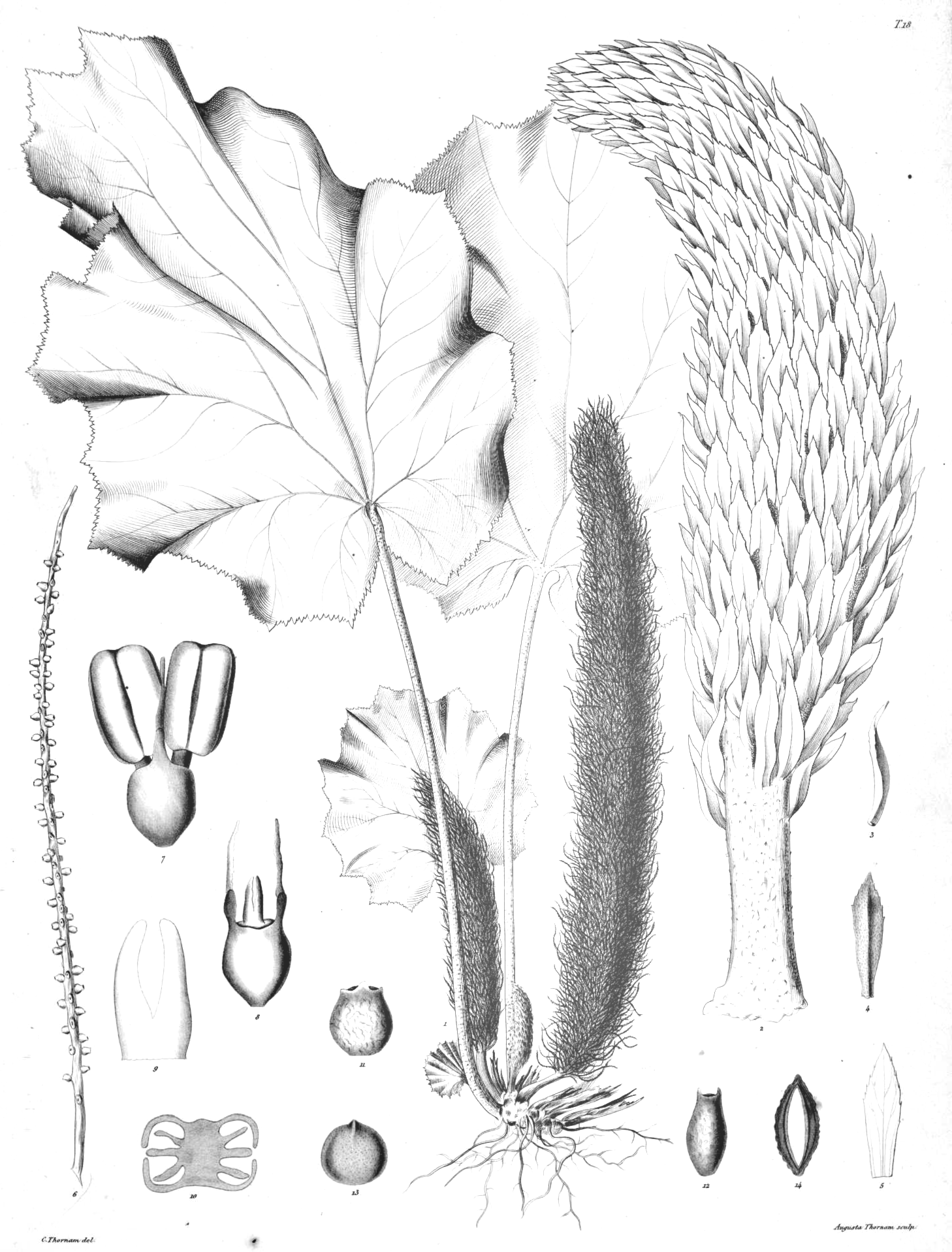